# Mulliner Park Ward
Mulliner Park Ward (Eigenschreibweise: Mulliner, Park Ward) war ein britischer Hersteller von Automobilkarosserien. Das in London ansässige Unternehmen entstand 1961 aus der Fusion der beiden Karosseriebaubetriebe H. J. Mulliner & Co. und Park Ward. Es war eine Rolls-Royce-Tochter und stellte abgesehen von einigen Karosserien für Alvis ausschließlich Aufbauten für Rolls-Royce- und Bentley-Fahrgestelle her. 1991 wurde Mulliner Park Ward in Rolls-Royce integriert. 

## Geschichte
Das Karosseriebauunternehmen Park Ward gehörte seit 1939 zu Rolls-Royce. 1959 übernahm Rolls-Royce zudem die Anteilsmehrheit an dem Londoner Karosseriehersteller H.J. Mulliner. Ein wesentlicher Grund für die Übernahme war das Ziel, in einer Zeit, in der der Markt für traditionellen Karosseriebau kontinuierlich schrumpfte, entsprechendes Know-how zu erhalten, um auch zukünftig Kapazitäten für handwerklich gefertigte Sonderaufbauten zu haben. Aus den beiden Unternehmen formte Rolls-Royce 1961 das Tochterunternehmen Mulliner Park Ward und beschäftigte dort in Spitzenzeiten bis zu 750 Mitarbeiter. Die Geschäftsräume befanden sich am Standort von Park Ward, in der Hythe Road im Londoner Stadtteil Willesden. 
In dieser Zeit war Mulliner Park Ward für besondere Modelle von Rolls-Royce und Bentley zuständig. Sie wurden jeweils in kleiner Serie produziert. Gänzlich individuelle Aufbauten (sogenannte Bespoke Bodies) fertigte Mulliner Park Ward anders als die Vorgängerbetriebe nicht. 1981 lief der Pachtvertrag für das Betriebsgelände in Willesden aus. Mulliner Park Ward bezog daraufhin neue Werksanlagen in Harlesden im Nordwesten Londons. 1991 beendete Rolls-Royce den Karosseriebau bei Mulliner Park Ward. Zu dieser Zeit arbeiteten noch 500 Angestellte für das Unternehmen. 
Heute werden die Markennamen Mulliner und Park Ward von der Volkswagen-Tochter Bentley Motors Ltd. verwendet. Sie bezeichnen besondere Ausstattungslinien gängiger Modelle.

## Aufbauten für Rolls-Royce und Bentley

### Beheaded: S3 und Silver Cloud Drophead Coupés

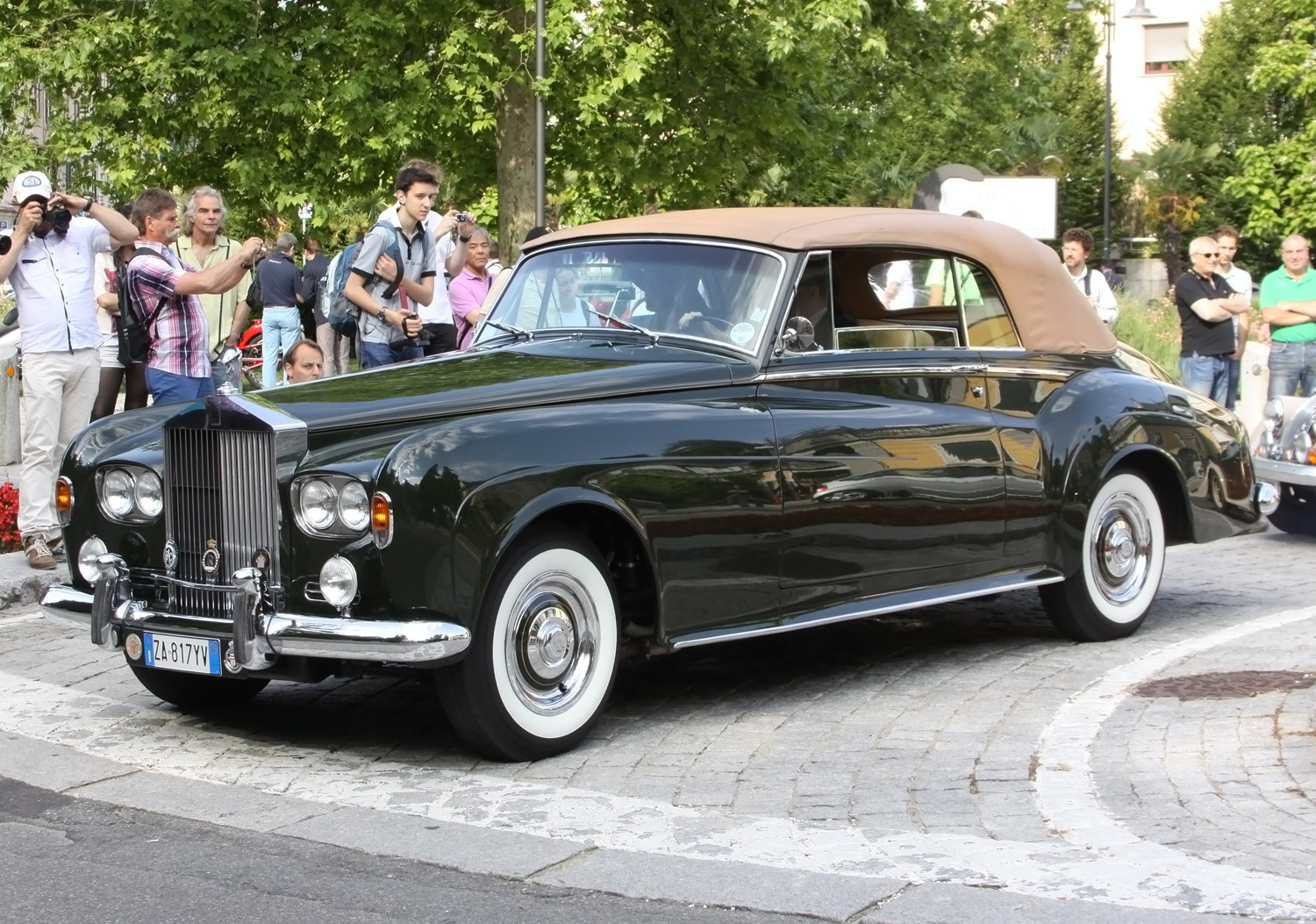
Beheaded: Rolls-Royce Silver Cloud III Drophead Coupé auf der Grundlage der Standardkarosserie

Mit dem 1955 neu vorgestellten Rolls-Royce Silver Cloud und dem Schwestermodell Bentley S1 führte Rolls-Royce in Abkehr von der traditionellen Produktionsweise eine viertürige  Standardkarosserie ein, die werksseitig angeboten wurde. Sie entstand in maschineller Fertigung bei der in Swindon ansässigen Pressed Steel Company. 
Nachdem vorher bereits mehrere Karosseriehersteller auf den Silver-Cloud- bzw. S1-Fahrwerken eine Reihe von Cabrioletaufbauten mit komplett eigenständigen Linien 1959 entworfen hatten, entwickelte Park Ward 1959 eine zweitürige Cabrioletversion, die die Grundform der Silver-Cloud- bzw. S1-Standardkarosserie übernahm. Nachdem Park Ward zwei Prototypen nach diesem inoffiziell Beheaded genannten Design hergestellt hatte, übernahm H.J. Mulliner die Serienproduktion und baute bis 1961 insgesamt 12 Cabriolets des Silver Cloud I und 107 des Silver Cloud II. Nahezu identische Ausführungen entstanden für den Bentley S1 (zwei Autos) und den S2 (15 Autos).
Ab 1962 setzte Mulliner Park Ward den Bau dieser Cabriolets auf der Basis des Rolls-Royce Silver Cloud III fort. Bis 1963 entstanden 38 Beheaded Rolls-Royces (Designnummer 2007); hinzu kam ein Auto auf Bentley-S3-Basis. Sie entstanden zwischen Juli 1962 und Dezember 1963. Hinzu kamen fünf Autos, die als viertürige Cabriolets gestaltet waren.

### Die Continental-Reihe
Parallel zu den Standardmodellen bot Bentley ab 1952 mit der Continental-Reihe besonders sportliche und teure Fahrzeuge an, die heute begehrenswerte Klassiker sind. Continental-Versionen gab es vom R-Type, vom S1, vom S2 und vom S3. Für die Continentals gab es Karosserien verschiedener Hersteller. H.J. Mulliner baute die Fließheckcoupés, die in den ersten beiden Serien am häufigsten verkauft wurden; hinzu kamen Stufenheckvarianten von Park Ward und diverse andere Ausführungen. Mit der Einführung des S2 Continental im Jahr 1959 änderte sich die Continental-Modellpalette. Die Fließheckversion entfiel. H.J. Mulliner bot stattdessen zwei- und viertürige Stufenhecklimousinen mit runden Linien an, während Park Ward ein geradlinig gestaltetes, viersitziges Cabriolet neu ins Programm aufnahm, dessen Karosserie der norwegische Designer Vilhelm Koren entworfen hatte. Nach der Zusammenlegung von H.J. Mulliner und Park Ward führte Mulliner Park Ward die beiden bisherigen Linien fort.

#### Die Koren Continentals

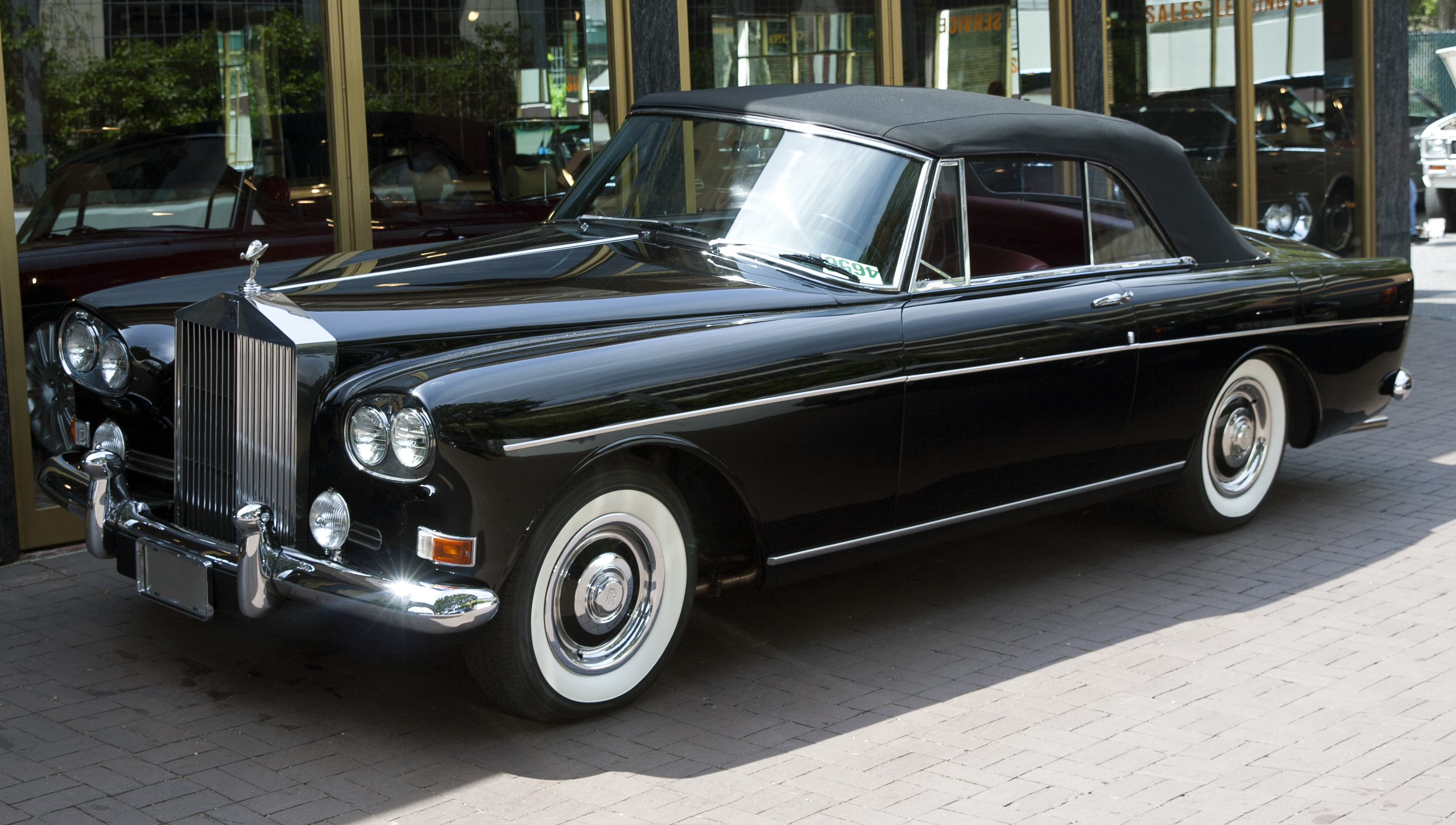
Von Vilhelm Koren: Rolls-Royce Silver Cloud III Drophead Coupé (1966)

Mulliner Park Ward setzte die Produktion des offenen Koren-Continental ab 1961 für den neu eingeführten Bentley S3 Continental fort (Designnummer 2006).  Ergänzend zum offenen Drophead Coupé war nun auch eine geschlossene Version mit trapezförmigem Metalldach erhältlich, die werkseitig als Two Door Saloon bezeichnet wurde (Designnummer 2035). Äußerlich unterscheiden sich die zweitürigen Continental der S3-Reihe von ihren Vorgängern durch die geneigt angeordneten vorderen Doppelscheinwerfer, die als Chinese Eyes in die Automobilgeschichte eingegangen sind. Bis 1966 entstanden 86 Cabriolets und 104 Two Door Saloons nach dem Koren-Entwurf für Bentley-Chassis. 
Ab 1963 waren die Zweitürer mit Koren-Design in offener (Nr. 2045) und geschlossener (Nr. 2045) Ausführung auch für das Fahrgestell des Rolls-Royce Silver Cloud III erhältlich. Abgesehen vom Kühlergrill, der Form der Motorhaube und einem Chromstreifen an den Wagenflanken stimmten die Aufbauten mit denen für Bentley-Fahrgestelle vollständig überein; allerdings hatten die Rolls-Royce-Versionen die stärker geneigte Lenksäule und die umfangreichere Instrumentierung der Bentleys. Der Produktionsumfang für die Rolls-Royce-Versionen ist unklar.
Die zweitürigen Koren-Continentals gehören zu den schönsten und begehrtesten Bentley-Modellen der Nachkriegszeit. Im Film Blow Up von Michelangelo Antonioni aus dem Jahr 1966 fährt Thomas, der Fotograf, einen offenen Koren-Continental der S3-Reihe in der Rolls-Royce-Version.

#### Continental Flying Spur

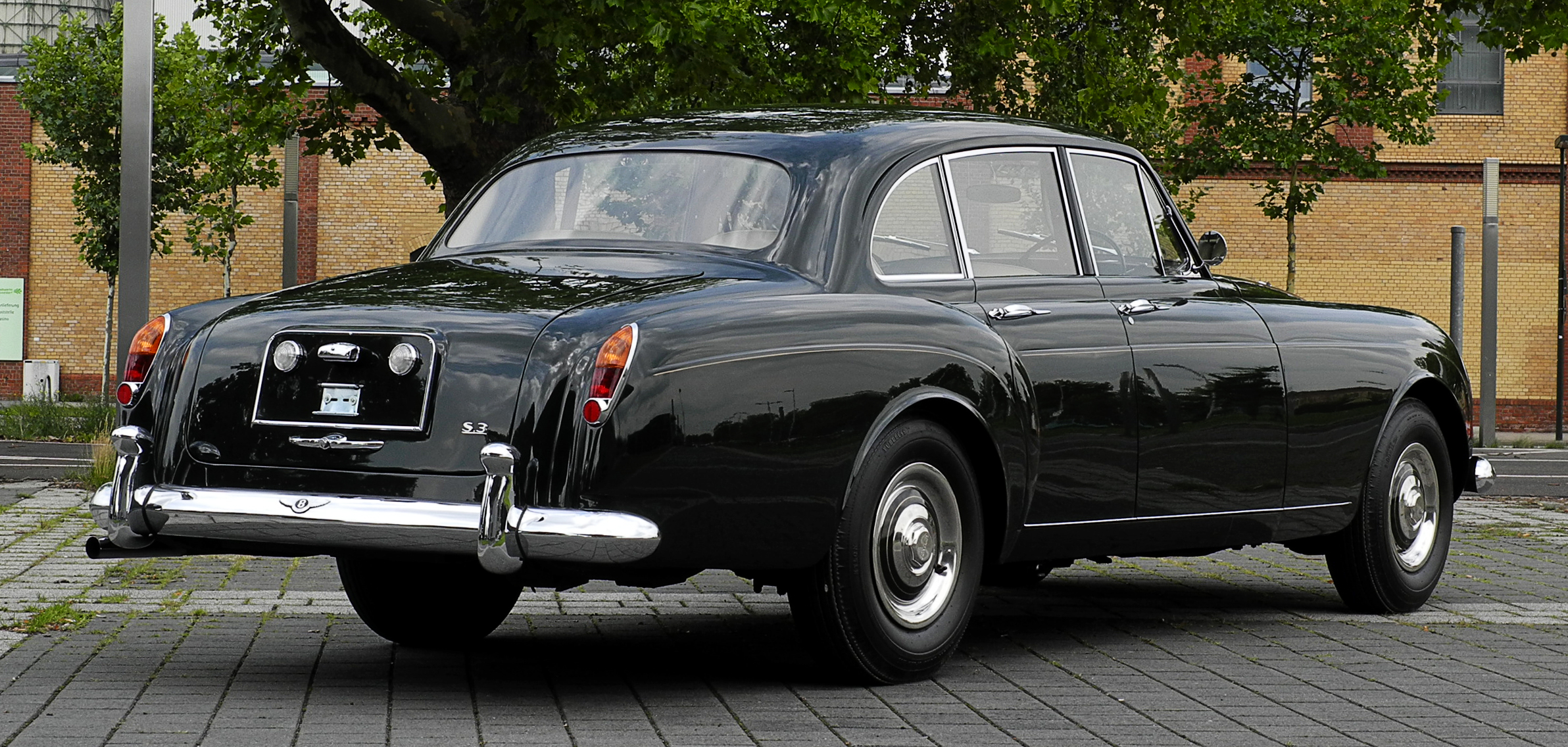
Bentley S3 Continental Flying Spur Six Light

Mulliner Park Ward setzte nach der Fusion auch die Produktion der viertürigen Continental Flying Spur fort, die bis dahin von H.J. Mulliner gebaut worden waren. Der H.J.-Mulliner-Entwurf wurde weitestgehend unverändert übernommen; neu waren nur die vorderen Doppelscheinwerfer. Der Flying Spur von Mulliner Park Ward war mit Bentley- und Rolls-Royce-Kühler erhältlich. Erhältlich waren drei Karosserieversionen, die sich im Bereich des Dachaufbaus leicht voneinander unterscheiden. Die erfolgreichste Version war der Six Light Saloon mit drei Fenstern auf jeder Fahrzeugseite und einer sehr schmalen D-Säule (Designnummer 2042). Von ihr entstanden 82 Autos mit Bentley- und 51 Wagen mit Rolls-Royce-Kühlermaske. Die Four-Light-Version (Designnummer 2011/E) hat dagegen zwei Fenster auf jeder Seite und eine breite, voll verkleidete C-Säule. Von dieser Ausführung baute Mulliner Park Ward 11 Fahrzeuge. Besonders selten war schließlich eine Mischversion, die ein sehr kleines Seitenfenster hinter den rückwärtigen Türen hat.

### Phantom V und VI

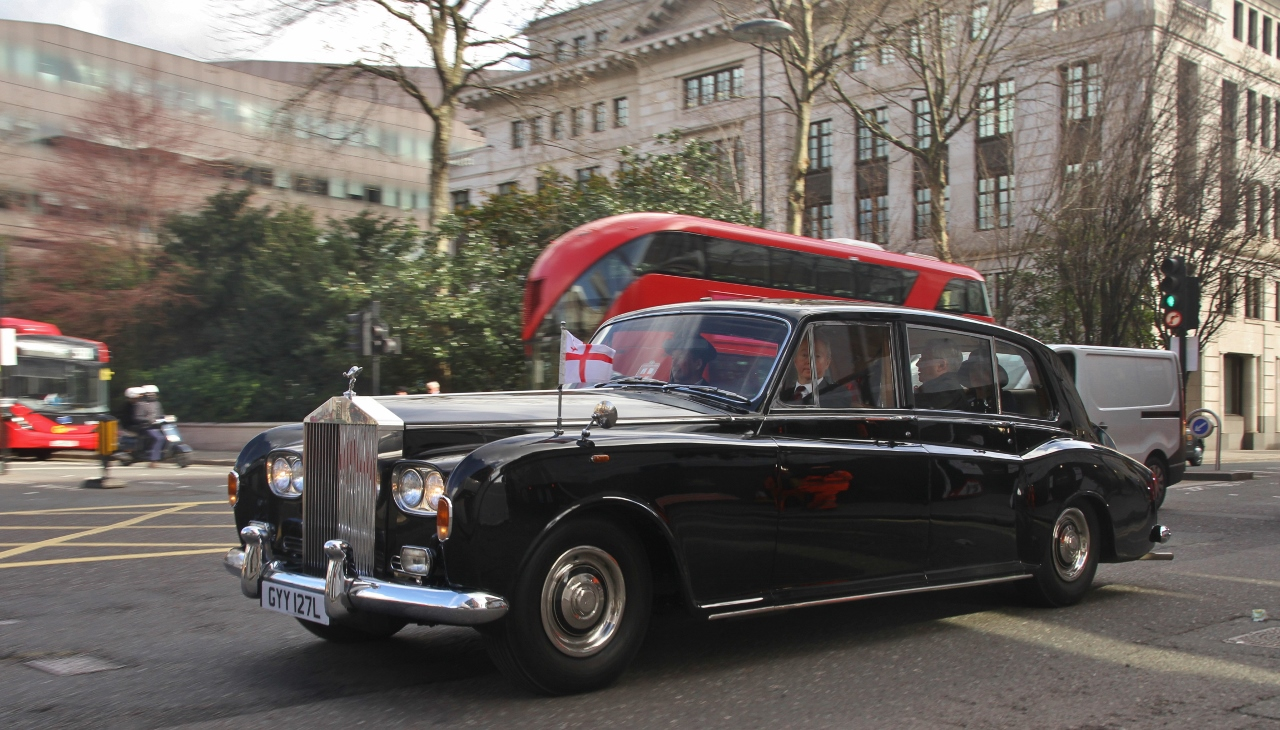
Rolls-Royce Phantom VI

Die 1959 eingeführte Repräsentationslimousine Phantom V wurde zunächst werksseitig mit einer Karosserie von Park Ward (Designnummer 980) angeboten, deren Form Martin Bourne aus der Rolls-Royce-Designabteilung entworfen hatte. Nach der Fusion mit H.J. Mulliner setzte Mulliner Park Ward den Bau dieser Karosserie fort, die nun die Designnummer 2003 erhielt. Die Mulliner-Park-Ward-Versionen wurden inoffiziell als Phantom V½ bezeichnet. Der deutlichste Unterschied zum ursprünglichen Design betraf die Frontpartie, an der nun Doppel- statt Einzelscheinwerfer angebracht waren. Außerdem waren der Kofferraumdeckel neu geformt. Das Design Nr. 2003 wurde zur Standardversion des Phantom V. Von 1963 bis 1968 baute Mulliner Park Ward 112 Exemplare in dieser Form. Hinzu kamen fünf Autos mit Landaulet-Aufbau und einige werksintern Canberra genannte Sonderversionen mit erhöhtem Dach für das britische Königshaus. Alternative Aufbauten kamen in erster Linie von James Young; sie erreichten ebenfalls dreistellige Stückzahlen.
1968 löste der Rolls-Royce Phantom VI den Phantom V ab. Von ihm entstanden bis 1991 insgesamt 374 Exemplare. 347 davon hatten die als Mulliner Park Ward Seven Passenger Enclosed Limousine bezeichnete Standardkarosserie, die dem schon beim Vorgänger verwendeten Entwurf 2003 entsprach. Im Laufe der Jahre gab es nur wenige Änderungen. Sie betrafen unter anderem die hinteren Türen und die Form der Rückleuchten.

### Corniche Coupé und Cabriolet

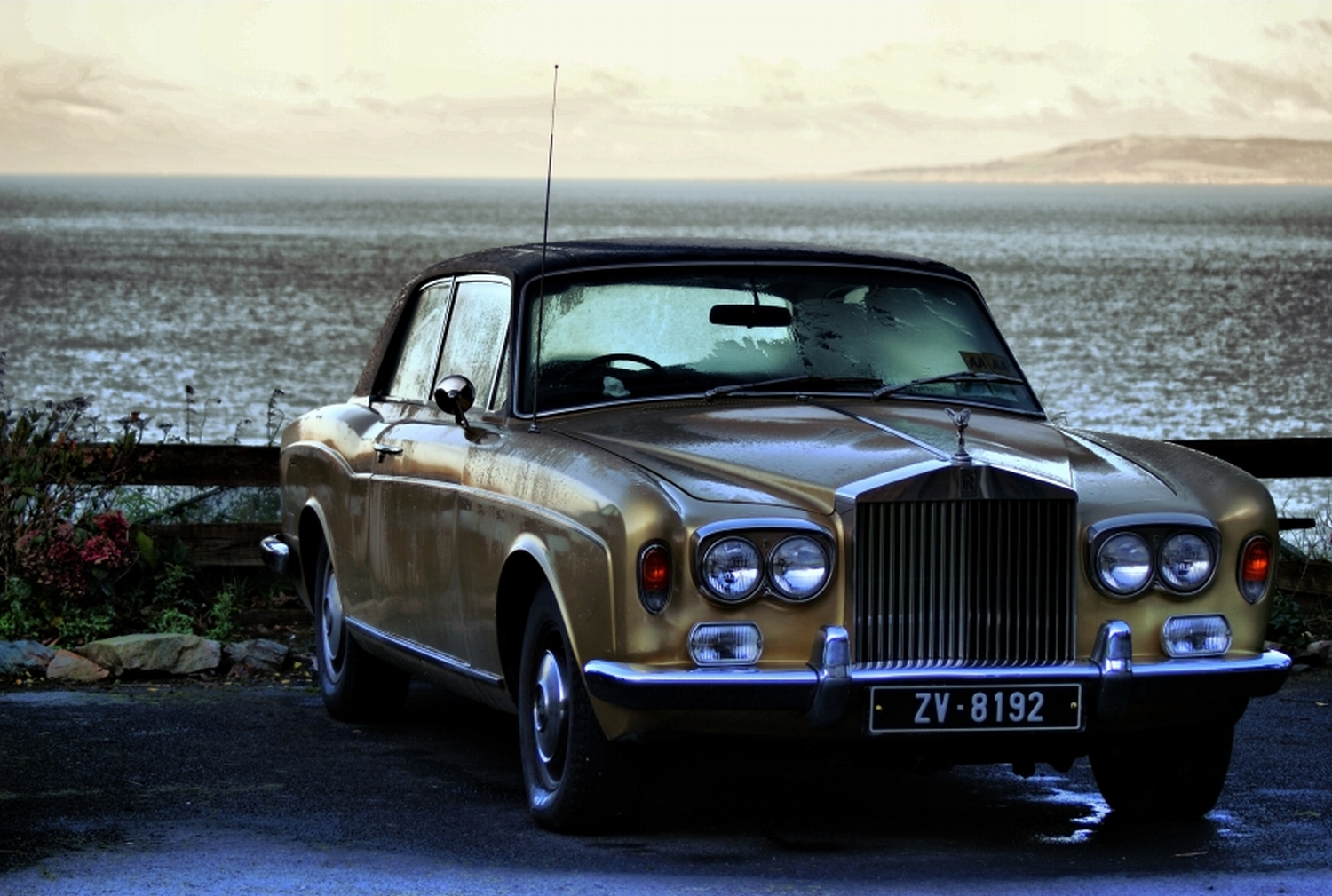
Rolls-Royce Corniche Saloon (1981)

1965 lösten der Rolls-Royce Silver Shadow und der Bentley T die Modelle Silver Cloud und S3 ab. Die viertürigen Limousinen hatten als erste Autos der beiden Marken eine selbsttragende Karosserie, die maschinell in Serie bei Pressed Steel hergestellt wurde. Nachdem James Young bereits eigenverantwortlich einige Silver Shadow und T1 zu Zweitürern umgebaut hatte, stellte Rolls-Royce 1966 werksseitig eine zweitürige Variante vor, die eine weitgehend eigenständige Karosserie hatte. Ihre Form geht auf Bill Allen zurück, den Assistenten des Rolls-Royce-Designchefs John Blatchley. Im Gegensatz zur gradlinigen Gestaltung der Viertürer sind die hinteren Kotflügel der zweitürigen Modelle stark ausgeformt und greifen die sogenannte Coke-Bottle-Linie auf. Eineinhalb Jahre nach dem geschlossenen Zweitürer erschien im September 1967 die Cabrioletversion. Die Modellbezeichnungen der zweitürigen Rolls Royces und Bentleys wechselten mehrfach. Anfänglich hießen sie Silver Shadow Two Door Saloon bzw. Drophead Coupé und Bentley Two Door Saloon bzw. Drophead Coupé, wobei teilweise der Zusatz Mulliner Park Ward verwendet wurde. Ab 1971 wurden sowohl die Rolls-Royce- als auch die Bentley-Versionen in Corniche umbenannt. Die Rolls-Royce-Versionen behielt diese Bezeichnung bis zur Produktionseinstellung 1994 bei. Die zweitürigen Bentleys hingegen wurden 1984 in Bentley Continental umbenannt.
Der Produktionsprozess war sehr aufwändig. Die Rohkarosserien aller Versionen entstanden bei Mulliner Park Ward. Der Aufbau jeder Karosserie dauerte mehr als drei Wochen. Zum Einbau der Mechanik wurden die Coupés zu Rolls-Royce nach Crewe transportiert, um danach wieder bei Mulliner Park Ward lackiert zu werden. Die Komplettierung eines Autos dauerte sechs Monate. Die Cabriolets hingegen entstanden komplett bei Mulliner Park Ward. Ab 1981 wurde nur noch die offene Version angeboten. Ihre Produktion bei Mulliner Park Ward endete 1991. In den letzten Jahren wurden die offenen Rolls-Royces und Bentleys komplett bei Rolls-Royce in Crewe gebaut. 

### Rolls-Royce Camargue

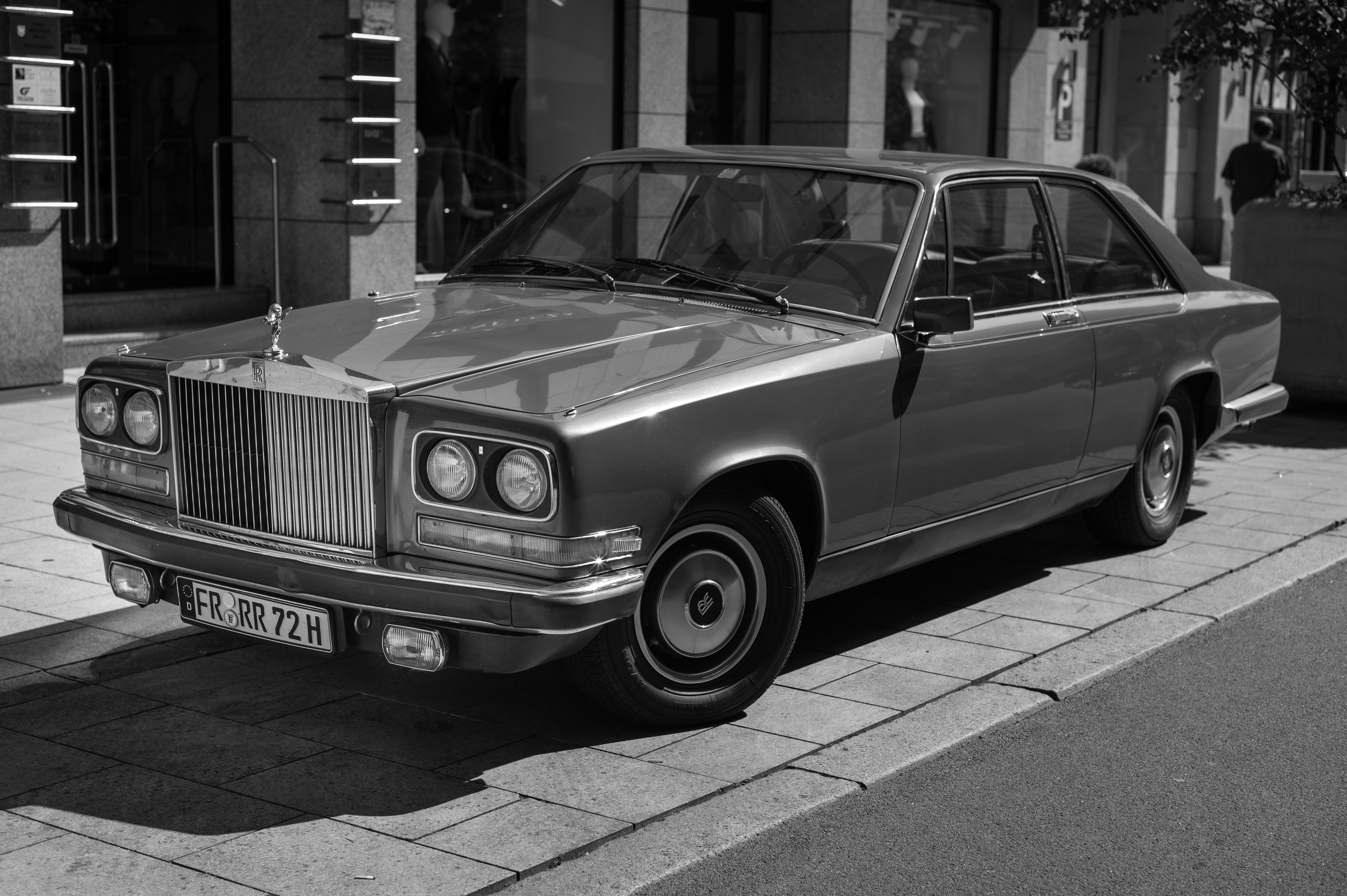
Rolls-Royce Camargue

Mit dem zweitürigen Camargue nahm Rolls-Royce 1975 ein exklusives Coupé ins Programm auf, das seinerzeit das teuerste in Serie produzierte Auto der Welt war. Der Camargue, dessen Technik der des Silver Shadow und später der des Silver Spirit entsprach, war der erste Nachkriegs-Rolls-Royce, dessen Karosserie nicht im hauseigenen Designstudio entstanden war. Den in der Presse sehr kritisch beurteilten Aufbau hatte vielmehr Paolo Martin für Pininfarina entworfen. Er war werksseitig nur als Rolls-Royce erhältlich; auf Kundenwunsch entstand allerdings ein einzelnes Auto mit Bentley-Kühler. Der Camargue wurde bis 1978 bei Mulliner Park Ward gebaut. Die Fertigungsqualität dieser Modelle wird allgemein für niedrig gehalten; eine Quelle spricht von „Edelmurks“. Ab 1979 übernahmen Pressed Steel, Motor Panels und Rolls-Royce arbeitsteilig die Produktion des Camargue, von dem insgesamt 531 Exemplare entstanden.

### Rolls-Royce Mulliner Spur
Eine letzte umfangreichere  Arbeit der Mulliner Park Ward Limited Company, bevor sie völlig in Rolls-Royce eingegliedert wurde, war der Rolls-Royce Mulliner Spur von 1990 und 1991, auch als Rolls-Royce Silver Spur Mulliner Park Ward bezeichnet. Auf Basis des Rolls-Royce Silver Spur II entstand eine besonders hochwertig ausgestattete Sonderserie, die zunächst auf 25 Exemplare konzipiert war, wegen der hohen Nachfrage jedoch auf 71 Stück erweitert wurde. Äußerlich erkennbar sind sie an einer bordeauxroten Lackierung, dem Verzicht auf den Kunstlederüberzug des Daches, in Wagenfarbe lackierte Stoßfänger und (bei den US-Versionen) entsprechende Scheinwerfereinfassungen. Hinzu kamen Zierelemente aus (teils poliertem) Edelstahl an den Türschwellern, den Radläufen, den unteren hinteren Kotflügeln und als Einlage in den Stoßfängern, ferner magnolienfarbene Zierlinien. Besonders hochwertig war der Innenraum mit Einlagen aus hochglanzpoliertem Wurzelholz von amerikanischen Walnussbäumen sowie aus Silber, ferner mit einem kleinen beleuchteten Kühlschrank, der zwischen den Rückenlehnen der hinteren Einzelsitze eingebaut war. Auf der Lehnenrückseite der Vordersitze befanden sich ausklappbare Picknicktische mit speziellen Fächern einschließlich edler Schreibutensilien und Humidor, darunter lagen ausgekleidete Fächer mit geschliffenen Kristallgläsern und Dekantierkaraffe. Besondere verschließbare Ablagefächer für Mobiltelefone, spezielle Leselampen im Fond und eine leistungsstarke Musikanlage gehörten ebenso zur Serienausstattung. Im ersten Jahr entstanden (primär für den US-amerikanischen und arabischen Markt) 26 Links- und nur ein Rechtslenker, 1991 jeweils 22 Exemplare. Das Modell war eine Reaktion der Mulliner Park Ward Limited Company und Rolls-Royce auf die vorübergehend sehr erfolgreichen Luxusumbauten des Londoner Karosseriebauunternehmens Hooper & Co. (Coachbuilders) Ltd., letztlich einem Nachfolger des langjährigen Konkurrenten Hooper Coachbuilders.

## Aufbauten für Alvis

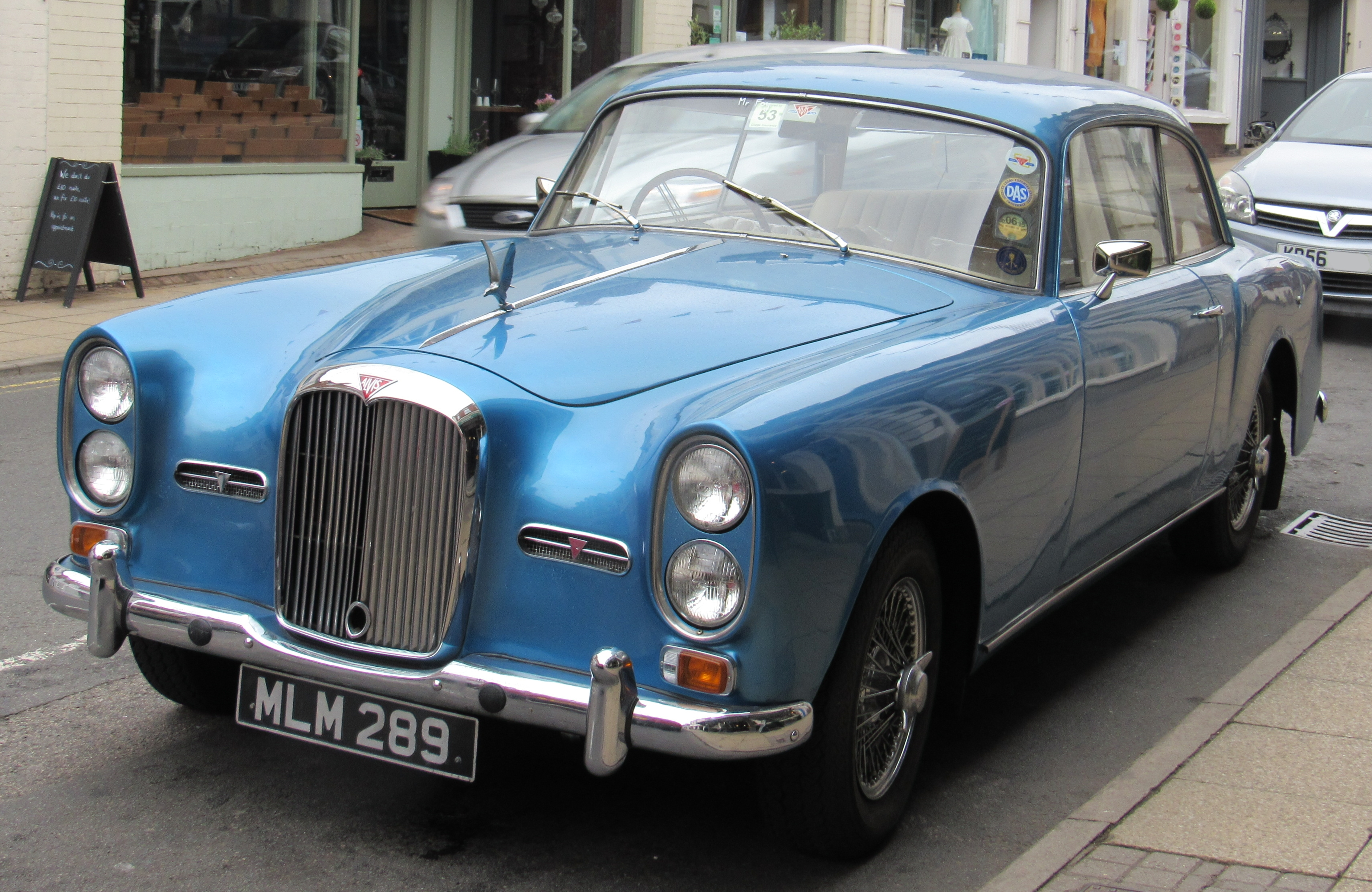
Alvis TE21 (Three Litre Series III) mit Werkskarosserie von Mulliner Park Ward

1958 begann Park Ward eine Geschäftsbeziehung zu dem Oberklassehersteller Alvis Cars aus Coventry, der in kleinem Umfang Coupés und Cabriolets für wohlhabende Kunden herstellte. Alvis hatte kein eigenes Karosseriewerk und bezog die Werkskarosserien für seine Sechszylindermodelle in den 1950er-Jahren von diversen kleinen Karosserieherstellern. Nachdem 1955 der Vertrag mit Mulliners of Birmingham zu einem Ende gekommen war, half vorübergehend der Omnibushersteller Willowbrook aus, der in sehr geringen Stückzahlen und mit mangelhafter Qualität die Werksaufbauten für den Alvis TC 108/G baute. Für die Karosserien des Nachfolgers TD 21 wechselte Alvis zu Park Ward. Die Autos wurden komplett bei Park Ward aufgebaut; Alvis übernahm lediglich Funktionstests vor der Auslieferung. Für ein Coupé berechnete Park Ward einen Preis von 750 £, ein Cabriolet kostete 800 £. Nach Park Wards Fusion mit H.J. Mulliner führte Mulliner Park Ward ab 1961 den Vertrag mit Alvis fort. Das schloss auch die Nachfolgemodelle TE 21 und TF 21 ein. Insgesamt produzierten Park Ward und Mulliner Park Ward von 1958 bis 1967 etwa 1450 Werkskarosserien für Alvis, die neben den in der Schweiz gebauten Sonderversionen von Hermann Graber im Angebot waren.

## Die weitere Nutzung der NamenMulliner/Park Wardnach 1991
Nachdem der Mutterkonzern Rolls-Royce 1991 den Karosseriebaubetrieb Mulliner Park Ward Limited Company aufgelöst und vollständig in die eigenen Strukturen integriert hatte, blieben die traditionsreichen Namen Mulliner und Park Ward zunächst nach außen hin ungenutzt; letzterer wurde ab 1996 als Bezeichnung für besonders exklusive Fahrzeugmodelle bzw. besonders hochwertige Ausstattungsvarianten wieder aufgegriffen, ersterer erst wieder ab 1998 mit dem Eigentümerwechsel zur Volkswagen AG.

### Die Fortführung des NamensMulliner

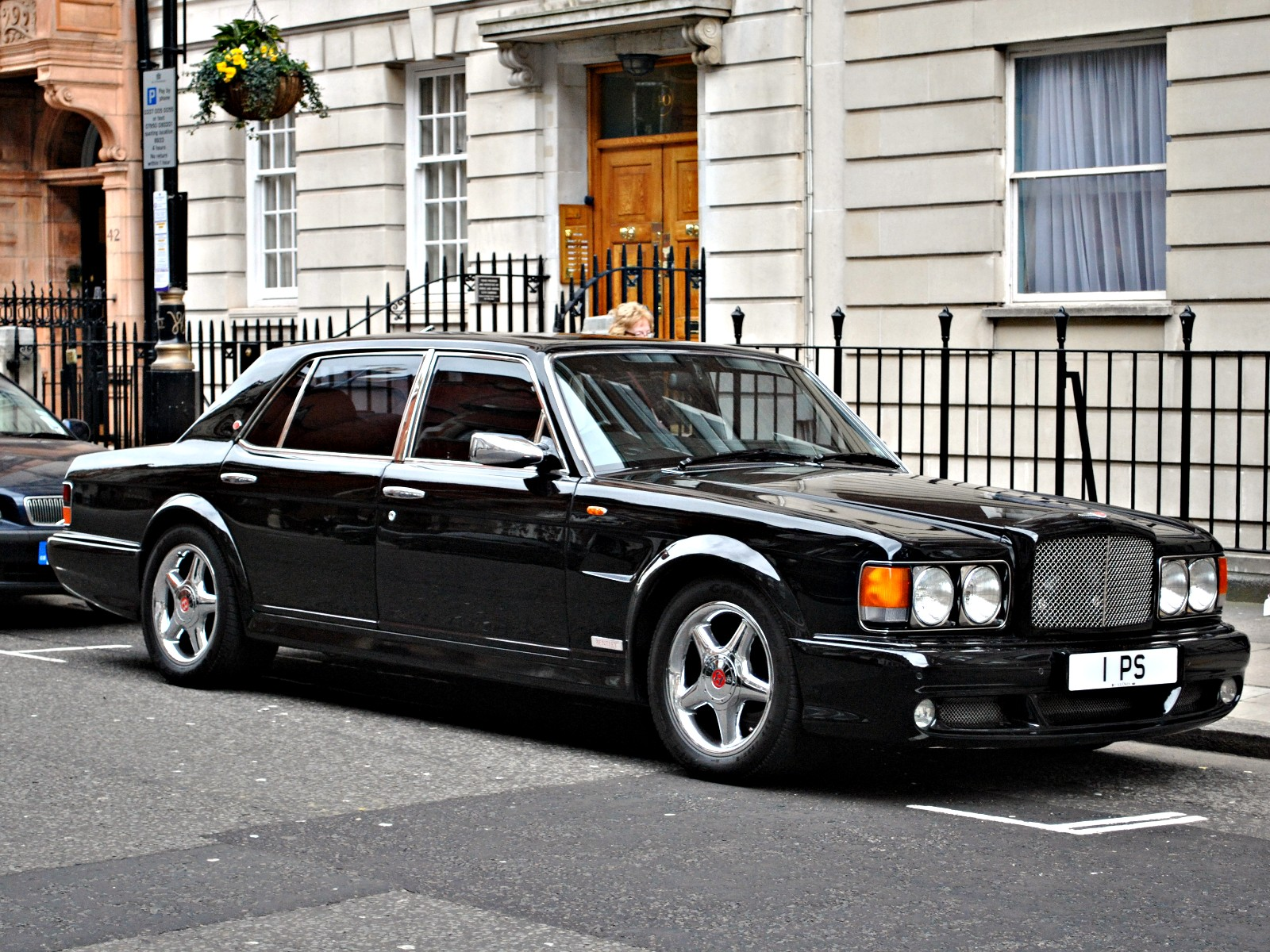
Einer von 55 Bentley Turbo RT Mulliner, gebaut 1998

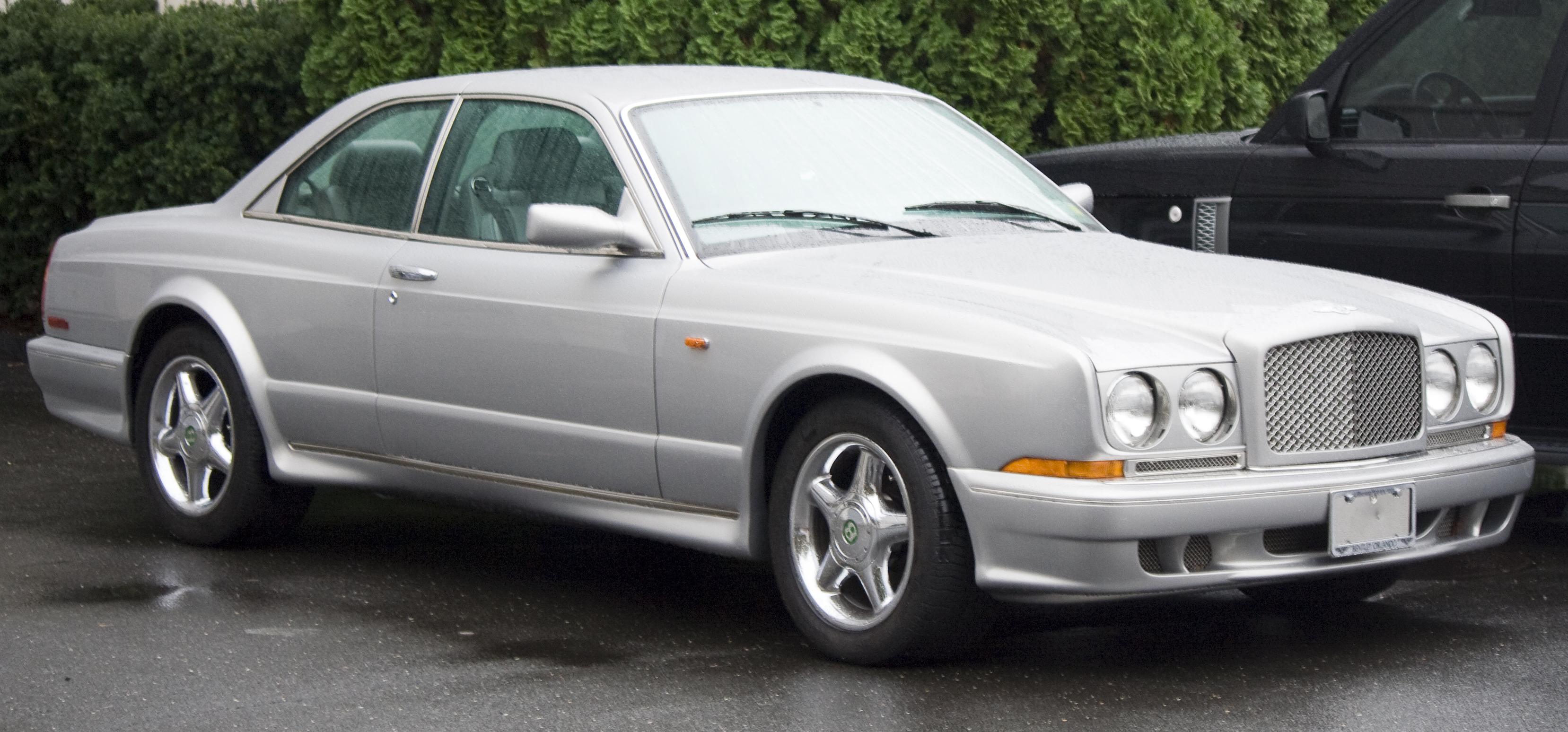
Das Coupé Bentley Continental R Mulliner (2000)

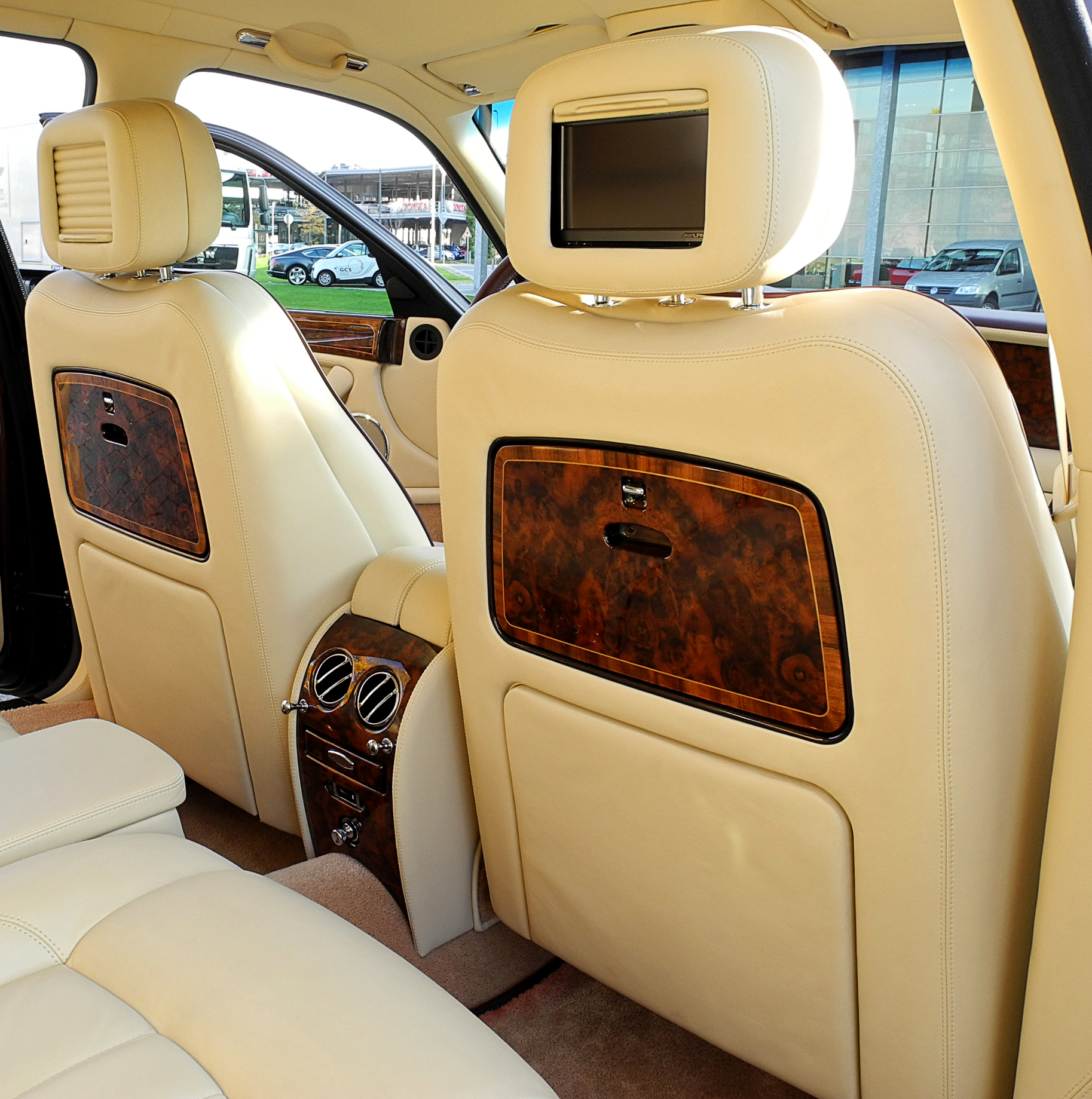
Der Fond eines Bentley Arnage R Mulliner mit Fernsehern sowie Klapptischen und Verkleidungen aus Wurzelholz

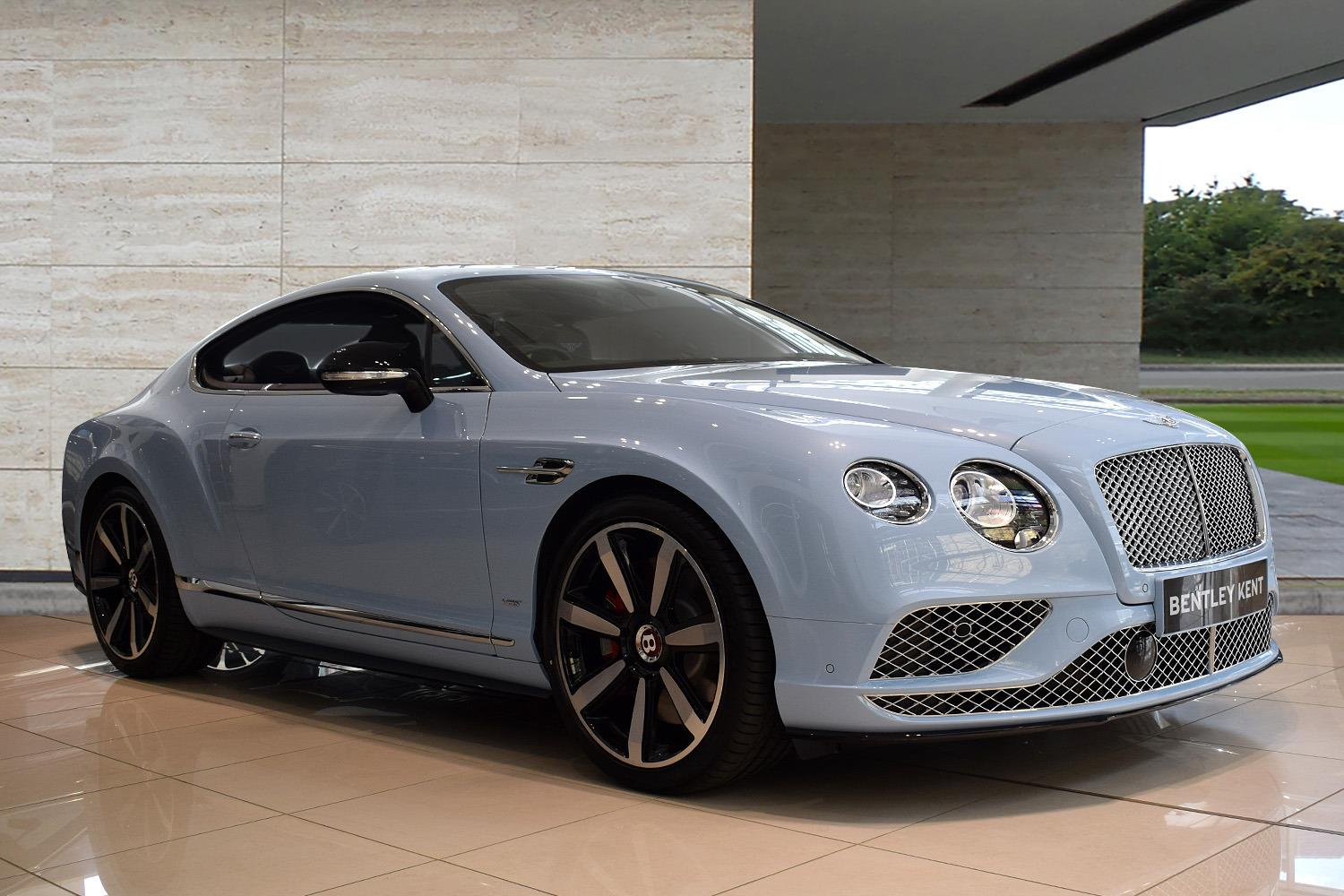
Bentley Continental GT Mulliner

Zeitlich korrespondierend zum Erwerb der Rolls-Royce Motor Cars Ltd. durch die Volkswagen AG 1998 wurde der Name Mulliner von da ab wieder zusammen mit der Marke Bentley genutzt.
- 1999: Bentley Mulliner Limousine, Einzelstück einer „Stretched Limousine“ auf Sonderwunsch eines Kunden, ausgeliefert nach New York, USA; linksgelenkt, Gegenstück zur Rolls-Royce Park Ward Limousine[28]

Als Teil der Mulliner-Editions:
- 1998: Bentley Brooklands R Mulliner, 100 Stück, nur Rechtslenker; Limousine mit langem Radstand, gegenüber dem Ausgangsmodell aufgewertete Innenausstattung und leistungsstärkerer Motor; davon die letzten 9 mit speziellem Exterieur und Interieur als Bentley Brooklands R Mulliner Jack Barclay Edition für den britischen Bentley-Händler Jack Barclay
- 1998: Bentley Turbo RT Mulliner SWB, Einzelstück, Rechtslenker; Limousine mit kurzem Radstand
- 1998–1999: Bentley Turbo RT Mulliner, geplante Kleinserie von 50 Stück, tatsächlich wegen hoher Nachfrage 55 Stück gebaut (1998: 38 Linkslenker, 16 Rechtslenker; 1989: ein Linkslenker); Limousine mit langem Radstand

jeweils mit sportlicherem Exterieur und Interieur gegenüber dem Ausgangsmodell
- 1999–2003: Bentley Continental R Mulliner, 148 Stück (85 Linkslenker, 63 Rechtslenker); Coupé mit langem Radstand
- 1999–2002: Bentley Continental T Mulliner, 23 Stück (21 Linkslenker, 2 Rechtslenker); Coupé mit kurzem Radstand
- 1999–2000: Bentley Continental SC Mulliner, 6 Stück (nur Linkslenker, 5 in 1999, einer in 2000), Targa-Coupé („Sedanca“) mit langem Radstand
- 1999–2003: Bentley Azure Mulliner, 155 Stück (132 Linkslenker, 23 Rechtslenker), Cabriolet

jeweils mit sportlicherem Exterieur, leistungsstärkerem Motor und sportlicherem Fahrwerk gegenüber dem Ausgangsmodell
- 2004: Bentley Arnage R Mulliner, 56 Stück (31 Linkslenker, 25 Rechtslenker); Limousine mit besonders luxuriöser Innenausstattung
- 2004: Bentley Arnage T-24 Mulliner, 40 Stück (24 Linkslenker für die USA; je acht Links- und Rechtslenker für Kontinentaleuropa und das Vereinigte Königreich); Limousine mit besonders sportlichem Exterieur und Interieur aus Anlass des sechsten Sieges der Marke beim 24-Stunden-Rennen von Le Mans
- 2004–2017: Bentley Continental GT Mulliner, Coupé
- 2007–2013: Bentley Continental Flying Spur Mulliner, Limousine
- 2007–2017: Bentley Continental GTC Mulliner, Cabriolet

jeweils mit sportlich-luxuriöserem Exterieur und Interieur gegenüber dem Ausgangsmodell
Weitere Sonderserien:
- 2012: Bentley Continental GT Mulliner Classic Pack, Coupé mit besonders sportlichem Exterieur
- Bentley Continental GT Mulliner Mansory Edition, ohne Werksunterstützung vom externen Tuner Mansory weiter modifiziertes Coupémodell

### Die Fortführung des NamensPark Ward

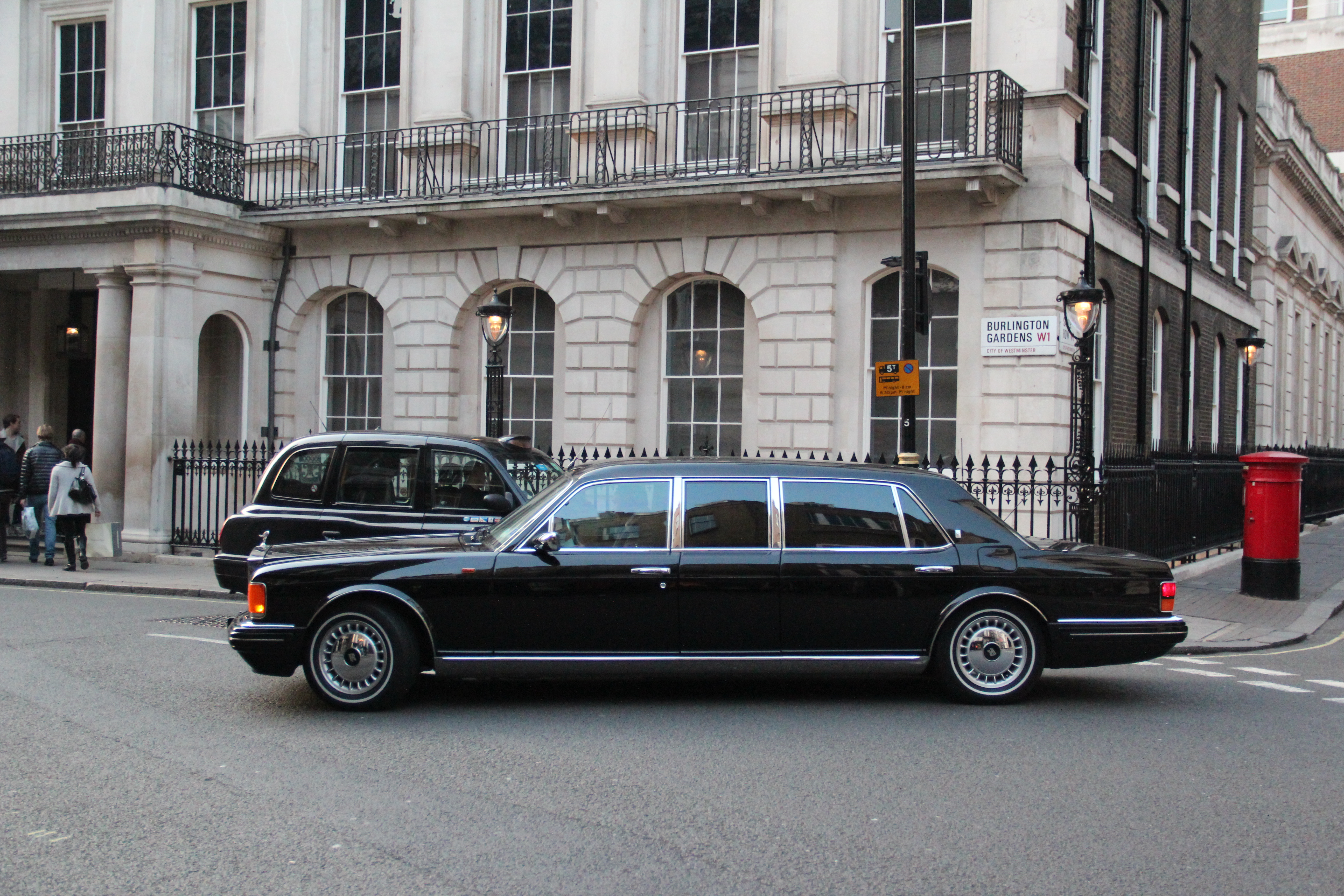
Rolls-Royce Park Ward Limousine

Der Name Park Ward wurde bereits ab 1996 wieder genutzt, sowohl für Modelle der Marke Rolls-Royce als auch bei einem Bentley; die Vielfalt der Modelle und deren Stückzahl blieb jedoch deutlich hinter den „neuen“ Mulliner-Fahrzeugen zurück.
- 1996–1999: Rolls-Royce Park Ward Limousine, 49 Stück; ein in der Mitte um 24 Inch (etwa 61 Zentimeter) verlängerter Rolls-Royce Silver Spur als Nachfolger der Silver Spur Touring Limousine für ausgewählte Kunden. Zehn Fahrzeuge gingen nach Japan, acht nach Kuwait, je sieben für Hongkong, die Vereinigten Staaten und Großbritannien, drei gingen nach Deutschland, je zwei nach Saudi-Arabien und Thailand und je einer in die Volksrepublik China, nach Bahrain und Malaysia.[33]
- 2000–2002: Rolls-Royce Silver Seraph Park Ward: 124 Stück (97 Linkslenker, 27 Rechtslenker); ein im Bereich der hinteren Türen um 10 Inch (etwa 25 Zentimeter) verlängerter Rolls-Royce Silver Seraph mit individuell abgestimmter Luxusausstattung[34]
- 2000: Bentley Arnage Red label Park Ward: ein linksgelenktes Einzelstück auf Kundenwunsch; Gegenstück von Bentley zum Rolls-Royce Silver Seraph Park Ward